# Estação Santa Efigênia
Santa Efigênia é uma das estações da Linha 1 do Metrô de Belo Horizonte, situada entre os bairros de Santa Efigênia e Nova Floresta.

## História
Parte do projeto original, a estação Santa Efigênia teve suas obras iniciadas apenas em 1985 pela construtora Mendes Junior, com previsão de conclusão para meados de 1988. Por conta de problemas econômicos do governo federal e da construtora, suas obras foram paralisadas diversas vezes até ser inaugurada em abril de 1992.

## Arredores
Hospital Militar - 60 m
Boulevard Shopping - 60 m
Hospital da Unimed - 80 m
Praça Floriano Peixoto - 80 m
Câmara Municipal - 150 m